# 北棕櫚泉 (佛羅里達州)
北棕櫚泉（英語：Palm Springs North）是位於美國佛羅里達州邁阿密-戴德縣的一個人口普查指定地區。

## 地理
北棕櫚泉的座標為25°59′58″N 80°19′58″W / 25.99944°N 80.33278°W，而該地最高點為海拔高度1米（即3英尺）。

## 人口
根據2010年美國人口普查的數據，北棕櫚泉的面積為2.10平方千米，當中陸地面積為1.80平方千米，而水域面積為0.30平方千米。當地共有人口5460人，而人口密度為每平方千米2,600人。